# Darkhan Assadilov
Darkhan Assadilov (Saryagash, 8 de agosto de 1987) é um carateca cazaque, medalhista olímpico.

## Carreira
Assadilov conquistou a medalha de bronze nos Jogos Olímpicos de Verão de 2020 em Tóquio, após confronto na semifinal contra o francês Steven Da Costa na modalidade kumite masculina até 67 kg. Em 2010, ele ganhou a medalha de ouro no evento masculino de kumite 60 kg nos Jogos Asiáticos de 2010 em Guangzhou, China. Ele também é duas vezes medalhista no Campeonato Mundial de Caratê.